# Senegalia greggii
Senegalia greggii, anteriormente conhecida como Acacia greggii é uma espécie de leguminosa do gênero Senegalia, pertencente à família Fabaceae.